# 克里斯蒂安·瓦爾頓
克里斯蒂安·瓦爾頓（英語：Christian Walton；1995年11月9日—）是一位英格蘭足球運動員。在場上的位置是守門員。現效力於英冠球隊伊普斯维奇。他也代表英格蘭國青隊參賽。

## 外部連結
- 足球数据库：克里斯蒂安·瓦爾頓的球员统计数据
- Brighton & Hove Albion profile